# European Physical Journal
European Physical Journal (EPJ), publicat în comun de EDP Sciences, Springer Science+Business Media și Società Italiana di Fisica, este o serie de reviste bazate pe peer review, indexate în toate bazele importante de date de citări și acoperind în întregime fizica pură și aplicată, inclusiv domeniile interdisciplinare conexe. A rezultat în anul 1998 prin fuzionarea revistelor Acta Physica Hungarica, Anales de Física, Czechoslovak Journal of Physics, Il Nuovo Cimento, Journal de Physique, Portugaliae Physica și Zeitschrift für Physik. EPJ continuă tradiția publicațiilor de fizică apărute în secolul al XX-lea și își propune să ofere comunității științifice internaționale o platformă unificată pentru diseminarea fizicii.

## Domenii acoperite
EPJ este publicat în următoarele secțiuni:
- European Physical Journal A[2]: Hadrons and Nuclei
- European Physical Journal AM[3]: Applied Metamaterials
- European Physical Journal AP[4]: Applied Physics
- European Physical Journal B[5]: Condensed Matter and Complex Systems
- European Physical Journal C[6]: Particles and Fields
- European Physical Journal D[7]: Atomic, Molecular, Optical and Plasma Physics
- European Physical Journal DS[8]: Data Science
- European Physical Journal E[9]: Soft Matter and Biological Physics
- European Physical Journal H[10]: Historical Perspectives on Contemporary Physics
- European Physical Journal N[11]: Nuclear Sciences and Technologies
- European Physical Journal NBP[12]: Nonlinear Biomedical Physics
- European Physical Journal Plus[13]: Distributes and archives material required to document, assess, validate and reconstruct in detail the body of knowledge in the physical and related sciences
- European Physical Journal PV[14]: Photovoltaics
- European Physical Journal QT[15]: Quantum Technology
- European Physical Journal ST[16]: Special Topics
- European Physical Journal TI[17]: Techniques and Instrumentation
- EPJ Web of Conferences[18]: Archiving conference proceedings from the whole spectrum of pure and applied physics